# Synerjob
Synerjob est, en Belgique, l’organisme chargé de la coordination entre les services publics de l’emploi, qui sont confiés aux différentes communautés linguistiques.

## La coordination entre les services publics de l’emploi
En Belgique le service public de l’emploi et de la formation professionnelle est une compétence des différentes communautés linguistiques. L’indemnisation au titre de l’assurance-chômage est assurée par un organisme à vocation nationale, l’ONEM.
Un accord de coopération interrégionale signé en 2005 a incité le Forem, le VDAB, Actiris, l’ADG et Bruxelles Formation à coopérer pour la diffuser des offres d’emploi, sensibiliser les demandeurs d’emploi à la mobilité interrégionale, promouvoir les cours de langues et assurer une plus grande transparence du marché de l’emploi.
Le 3 juillet 2007, le Forem, le VDAB, Actiris, l’ADG et Bruxelles Formation ont constitué Synerjob, qui se présente comme la Fédération des services publics de l’emploi et de la formation.
Synerjob a le statut d’ASBL (association sans but lucratif) dont les statuts ont été enregistrés selon la loi belge. Elle a l’objet social suivant : « Conjuguer les efforts et les moyens dans le respect de la mission, des tâches et des pouvoirs des membres ainsi que des prérogatives de leurs organes de gestion respectifs fixés par la loi afin de mieux répondre aux défis des différents marchés du travail régionaux : analyser ensemble les problèmes auxquels est confronté le marché du travail belge et y faire face ensemble ; procéder ensemble à l'étude du marché du travail ; développer ou acheter ensemble des instruments et des méthodologies ; prendre des positions communes lors d'un forum supranational selon les règles de représentation internationale ; conclure entre eux des partenariats préférentiels en matière de projets européens et d'autres projets ; partager des connaissances et échanger des bonnes pratiques concernant le marché du travail. »
Pour financer les frais de fonctionnement, chaque personne morale fondatrice verse une cotisation annuelle de 250 euros. »
Depuis sa fondation jusqu'à 2011, Synerjob, a pour président Jean-Pierre Méan, administrateur général du Forem et pour vice-président Fons Leroy, administrateur général du VDAB. Depuis 2011 Fons Leroy est président et Marie-Kristine Vanbockestal, administrateur général du Forem, est vice-président. Les autres membres de Synerjob sont représentés à son conseil d’administration.

## Les organismes membres de Synerjob
- Actiris est chargé du service public de l’emploi dans la Région de Bruxelles-Capitale.
- L’Arbeitsamt der Deutschsprachigen Gemeinschaft (ADG) ou Service emploi de la Communauté germanophone de Belgique est chargé du service public de l’emploi et de la formation professionnelle pour la Communauté germanophone de Belgique.
- Bruxelles Formation assure le service public de la formation professionnelle pour les francophones sur le territoire de la Région de Bruxelles-Capitale.
- L’Office wallon de la formation professionnelle et de l’emploi, dit le FOREM, est chargé de l'emploi et de la formation professionnelle sur le territoire de la Région wallonne à l'exception du territoire de la Communauté germanophone de Belgique.
- Le Vlaamse Dienst voor Arbeidsbemiddeling en Beroepsopleiding (VDAB) ou Service flamand pour la recherche d'emploi et la formation professionnelle a la compétence de l'emploi et de la formation professionnelle sur le territoire de la Région flamande. Il a également la responsabilité de la formation professionnelle des néerlandophones sur le territoire de la Région bruxelloise.